# Зубко Микита Олегович
Мики́та Оле́гович Зубко́ (нар. 12 лютого 1996, Харків, Україна) — український футболіст, захисник польського клубу «Куявія».

## Життєпис
Гравець низки українських і зарубіжних професійних та аматорських команд.
Вихованець київської юнацької школи «Динамо-Академія». Грав за дублюючий склад полтавської «Ворскли».
Провів два сезони в українській Другій лізі, в клубах «Нікополь-НПГУ» та «Інгулець-2» (Петрове).
З 2018 року переїхав до Польщі, грав за любительську команду 4 ліги «Одра» (Битом Одранський). В 2019 році підписав контракт з польською «Куявією» з Іновроцлава..